# Fábio Ferrari Porchat de Assis
Fabio Ferrari Porchat de Assis (São Paulo, 10 de julho de 1952) é um político, escritor, roteirista e empresário brasileiro. É o pai do humorista Fábio Porchat.
Foi deputado estadual do estado de São Paulo na década de 1970, elaborando projetos de lei que instituiu a "Semana do Turismo", entre outros projetos, além de ter ocupado a Secretária Municipal da Cultura na gestão do prefeito Jânio Quadros e deputado federal pelo seu estado natal. Atualmente é filiado ao Partido Verde (PV), em São Paulo.
Foi roteirista de filmes como Canção Desesperada e De Um Crime de Amor e produtor do filme Paraíso de Hades, além de ter lançado livros de poemas, romances e contos. Como empresário cultural, é curador e organizador de exposições e também é um dos conselheiro do Museu Brasileiro de Escultura (MUBE).